# Divje Babe-grot
Divje Babe (uitgesproken als [diːwjɛ ˈbaːbɛ]) is een karstgrot en archeologisch park in het noordwesten van Slovenië. Het staat bekend om zijn paleolithische overblijfselen, waaronder het bewerkte bot van de holenbeer, bekend als de Divje Babe Fluit, die wordt geïnterpreteerd als een Neanderthaler muziekinstrument.

## Naam
De naam Divje Babe (letterlijk 'wilde vrouwen') verwijst naar heksen, waarvan vaak werd aangenomen dat ze in grotten leefden. De naam betekent dan ook 'heksengrot'.

## Locatie
Divje Babe ligt op 230 m boven de vallei van de Idrijca-rivier. De Idrijca snijdt door de Idrija-heuvels en de Cerkno-heuvels en mondt uit in de rivier de Soča.

## Paleontologie
De site (Divje Babe I) werd van 1978 tot 1986 opgegraven door Mitja Brodar, en later van 1989 tot 1995 door Ivan Turk en Janez Dirjec. De opgravingen groeven door 12 m vulling bestaande uit 26 hoofdsedimentlagen. Onder de blootgelegde artefacten bevonden zich vondsten uit het Aurignaciengebied, waaronder een botpunt (in laag 2 of 3) daterend van ongeveer 35.000 jaar geleden. Er zijn ongeveer acht lagen uit het Mesolithicum opgegraven, met daarin ongeveer twintig haarden, 600 stenen werktuigen en verschillende botartefacten. Er zijn ook talloze skeletresten van de holenbeer gevonden.
De Divje Babe Fluit werd gevonden in laag 8, gedateerd in het middenpaleolithicum van 50.000 tot 35.000 jaar geleden. Het bevond zich in de directe omgeving van een haard, wat duidde op de aanwezigheid van prehistorische mensen, waarschijnlijk Neanderthalers. De fluit is een fragment van een dijbeen van een jonge holenbeer met vier verzonken gaten. Het artefact bevindt zich in het Nationaal Museum van Slovenië. De interpretatie van het artefact als fluit is controversieel en is onderwerp van hevige discussie.
Ljuben Dimkaroski maakte een bespeelbare replica van de fluit die hij tidldibab noemde. Hij nam meerdere albums op waaronder enkele voor het Nationaal Museum van Slovenië. Katinka Dimkaroska zet het werk van haar vader voort.
- Système universitaire de documentation: 121559564
- Virtual International Authority File: 315138178